# All Hands Volunteers
All Hands Volunteers (дослівно з української Всі руки добровольців) — некомерційна волонтерська організація, яку заснували 6 вересня 2005 року американські підприємці Даріус Монсеф та Девід Кемпбелл. Головним завданням організації є надання допомоги мешканцям тих районів, які постраждали від стихійних лих як в США, так і в світі.
Ідея створення такої організації виникла у бізнесменів після землетрусу в Індійському океані, що стався у 2004-му році, в результаті якого загинуло понад 100 тисяч осіб. Багато людей, які просили тоді про допомогу, отримали відмову від більшості благодійних організацій, і в результаті цього групи добровольців самостійно почали збиратись і допомагати жертвам лиха.
Нині організація надає допомогу в більш ніж з 45 країнах світу.

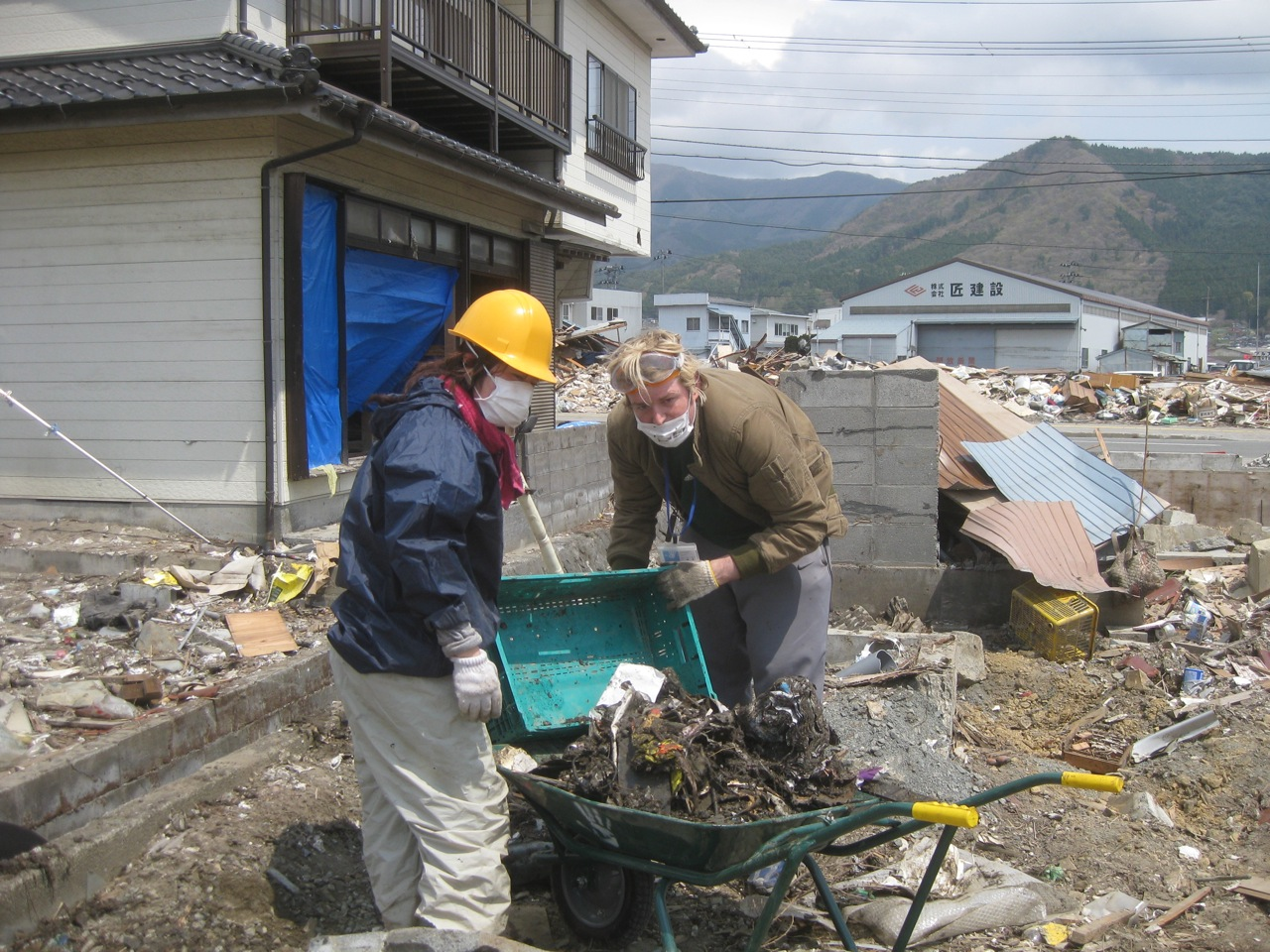
Волонтери організації після великого тохокуського землетрусу (2011 р.)